# Franjo Vladić
Franjo Vladić (* 19. Oktober 1950 in Mostar, SR Bosnien und Herzegowina, SFR Jugoslawien; † 18. Juni 2024 ebenda) war ein jugoslawischer Fußballspieler.

## Karriere

### Spieler
Vladić begann seine Karriere in seiner Geburtsstadt bei der Jugend des FK Velež Mostar. 1968 rückte er in die erste Mannschaft in der 1. jugoslawischen Liga auf. Mit Velež wurde er 1973 und 1974 jugoslawischer Vizemeister.
1979 wechselte Vladić zu AEK Athen. Mit diesem Klub wurde er 1981 griechischer Vizemeister. Anschließend kehrte er zu Velež Mostar zurück, wo er 1985 seine aktive Laufbahn als Spieler beendete. 

### Nationalmannschaft
Bei seinem Debüt in der jugoslawischen Nationalmannschaft am 11. Oktober 1972, wenige Tage vor seinem 22. Geburtstag, erzielte Vladić im Londoner Wembley-Stadion beim 1:1 gegen England in der 50. Spielminute den jugoslawischen Ausgleichstreffer.
Anlässlich der Fußball-Weltmeisterschaft 1974 in Deutschland wurde Vladić von Nationaltrainer Miljan Miljanić in das jugoslawische Aufgebot berufen. Im Rahmen des Turniers kam er jedoch nicht zum Einsatz. Zwei Jahre später bei der Fußball-Europameisterschaft 1976 stand er ebenfalls im jugoslawischen Kader für die Endrunde im eigenen Land. Im Halbfinalspiel gegen die BR Deutschland wurde er in der 105. Spielminute für Branko Oblak eingewechselt. Jugoslawien verlor das Spiel mit 2:4 nach Verlängerung und verpasste das Finale. Im Spiel um den 3. Platz gegen die Niederlande kam Vladić zur zweiten Halbzeit für Mannschaftskapitän Jovan Aćimović in die Partie. Jugoslawien verlor auch dieses Spiel nach Verlängerung, diesmal mit 2:3.
Sein letztes von insgesamt 24 Länderspielen für Jugoslawien, in denen er drei Tore erzielte, bestritt Vladić am 1. Februar 1977 im Rahmen einer Mittelamerikareise beim 1:5 gegen Mexiko.

## Sonstiges
Im Sommer 1995 übernahm Vladić für ein Jahr das Traineramt beim HŠK Zrinjski Mostar, einem Stadtrivalen seines Stammverein Velež. Er verstarb am 18. Juni 2024 im Alter von 73 Jahren in seiner Heimatstadt Mostar.